# Abram Alichanow
Abram Isaakowicz Alichanow (Alichanian) (ros. Абрам Исаакович Алиханов (Алиханян), orm. Աբրահամ Իսահակի Ալիխանով, ur. 4 marca 1904 w Jelizawietpolu (obecnie Gandża), zm. 8 grudnia 1970 w Moskwie) – radziecki fizyk.

## Życiorys
Urodził się w rodzinie ormiańskiego maszynisty kolejowego. Od 1913 mieszkał wraz z rodziną w Aleksandropolu (obecnie Giumri), gdzie uczył się w szkole komercyjnej, jednak później rodzina przeniosła się do Tbilisi, gdzie w 1921 ukończył szkołę komercyjną. Później studiował na Wydziale Chemii Instytutu Politechnicznego w Tbilisi, jednak wkrótce z powodu ciężkiej choroby ojca wrócił do Gandży i pracował jako kasjer w młynie i jako telefonista i pomocnik szofera w Centrogramocie. W 1923 wyjechał do Piotrogrodu, gdzie studiował na Wydziale Chemii Leningradzkiego Instytutu Politechnicznego (w 1924 w ramach reorganizacji uczelni wydział przemianowano na fizyczno-mechaniczny), podczas studiów w latach 1925–1927 pracował jako technik rentgenowski w szpitalu, w 1929 ukończył instytut. W latach 1927–1941 pracował w Leningradzkim Instytucie Fizyczno-Technicznym Akademii Nauk ZSRR jako fizyk-eksperymentator i od 1928 jednocześnie jako kierownik laboratorium rentgenowskiego, od 1932 kierował laboratorium pozytonów w tym instytucie. Na początku lat 30. pracował przy opracowywaniu cyklotronu Instytutu Radiowego pod kierunkiem Witalija Chłopina, wraz z M. Gamowem, Igorem Kurczatowem i Ł. Mysowskim.
Jednocześnie w latach 1939–1941 wykładał fizykę i był kierownikiem katedry fizyki Leningradzkiego Instytutu Inżynierów Transportu Kolejowego, po ataku Niemiec na ZSRR został ewakuowany do Kazania, 1942-1943 przebywał w Armenii wraz z grupą pracowników naukowych. Od 1943 był zaangażowany w prace nad radzieckim projektem atomowym, był jednym z głównym twórców pierwszej radzieckiej bomby atomowej. Pracował w Laboratorium nr 2 Instytutu Problemów Fizycznych Akademii Nauk ZSRR, w sierpniu 1945 został sekretarzem naukowym Rady Technicznej Specjalnego Komitetu Państwowego Komitetu - późniejszego Pierwszego Głównego Zarządu przy Radzie Ministrów ZSRR, od 9 kwietnia 1946 był członkiem Rady Naukowo-Technicznej Moskiewskiego Uniwersytetu Państwowego. 1 grudnia 1945 został dyrektorem nowo utworzonego Laboratorium nr 3 Akademii Nauk ZSRR, przemianowanego w 1947 na Laboratorium Techniki Cieplnej Akademii Nauk ZSRR. Pracował nad konstrukcją reaktorów atomowych i akceleratorów cząstek naładowanych. Jednocześnie między 1947 a 1951 kierował katedrą w Wydziale Fizyczno-Technicznym Moskiewskiego Uniwersytetu Państwowego. Od 1939 był członkiem korespondentem, a od 1943 akademikiem Akademii Nauk ZSRR. W 1962 został członkiem Serbskiej Akademii Nauk i Sztuk. Został pochowany na Cmentarzu Nowodziewiczym.
Jego bratem był Artiom Alichanian.

## Odznaczenia i nagrody
- Medal Sierp i Młot Bohatera Pracy Socjalistycznej (4 stycznia 1954)
- Order Lenina (trzykrotnie, 10 czerwca 1945, 19 września 1953 i 4 stycznia 1954)
- Order Czerwonego Sztandaru Pracy (7 marca 1964)
- Nagroda Stalinowska (trzykrotnie, 1941, 1948 i 1953)